# الحدود الألمانية السويسرية

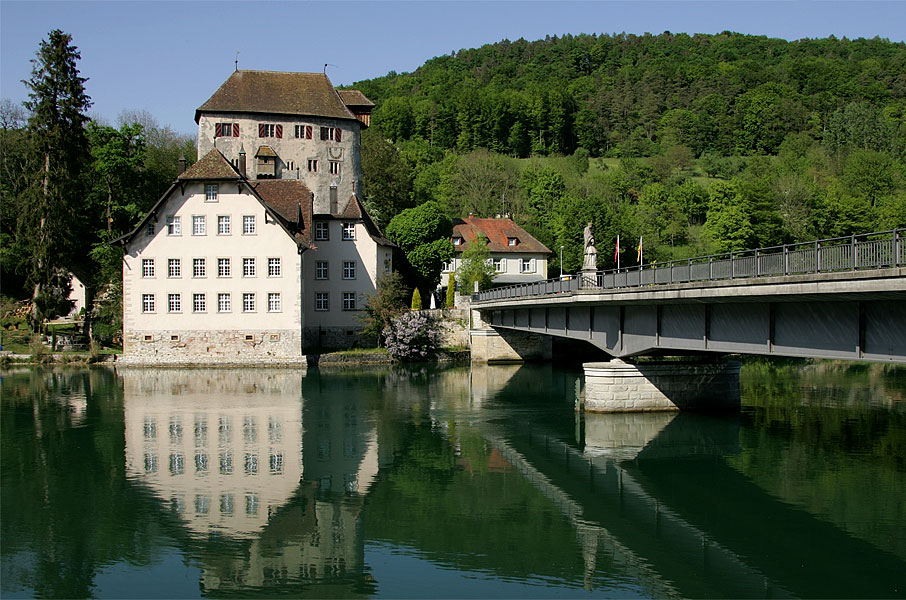
قلعة روتيلن، (ألمانيا) كما تُرى عبر نهر الراين من كايزرشتول (سويسرا)

الحدود الألمانية السويسرية تمتد بين الدول الحديثة لألمانيا وسويسرا بطول 362 كيلومتر (225 ميل)،  يتبع خط الحدود غالبا نهر الراين بين بحيرة كونستانس وبازل.
يقع جزء كبير من الحدود داخل منطقة زيورخ الحضرية وهناك حركة مرور كبيرة، سواء للتنقل أو للتسوق عبر الحدود، حيث يمر خط سكة الحديد S22 من ضواحي زيورخ عبر الأراضي الألمانية. تشكل بلدية كروزلينغن السويسرية جزءًا من تجمعات كونستانس الألمانية. وبالمثل، فإن منطقة بازل الأوروبية الثلاثية تشمل أراضي في كل من فرنسا وألمانيا.

## التاريخ
كان نهر الراين العليا طابع الحدود الشمالية للاتحاد السويسري القديم منذ حرب شفابن وانضمام بازل في 1499 – 1501، وفصل الكونفدرالية السويسرية عن الدائرة الشفابانية للإمبراطورية الرومانية المقدسة؛ مع صلح وستفاليا لعام 1648، اكتسبت الحدود مكانة الحدود الدولية بحكم القانون.
بقيت الحدود على حالها منذ ذلك الحين مع تغييرات طفيفة (مثل الاستحواذ على رافزرفيلد في عام 1651)، حتى طوال الحقبة النابليونية عندما تم تقسيم البلاد إلى دولتين عميلتين لفرنسا (جمهورية سيسرينيا وجمهورية هلفتيك) ثم لاحقًا اتحاد الراين من الكونفدرالية السويسرية المستعادة، وفي النهاية الاتحاد الألماني من سويسرا الحديثة. استمرت الحدود حتى خلال الحقبة النازية (على الرغم من أنه مع ضم النمسا، تضمنت الحدود الألمانية السويسرية تقنيًا الحدود النمساوية السويسرية من عام 1938 وحتى تشكيل جمهورية ألمانيا الاتحادية في عام 1949). في 12 ديسمبر 2008، طبقت سويسرا اتفاقية شنغن. أدى هذا إلى إزالة جميع ضوابط جوازات السفر للمسافرين الذين يعبرون الحدود؛ ومع ذلك، لا يزال ضباط الجمارك من كلا البلدين مخولين بإجراء عمليات تفتيش جمركية على عابري الحدود، حيث إن سويسرا ليست عضوًا في الاتحاد الجمركي للاتحاد الأوروبي.
في منتصف عام 2016، أثناء أزمة المهاجرين الأوروبية، نشرت الحكومة الألمانية 90 من حرس الحدود و40 ضابط شرطة من أجل تقليل مستوى الهجرة غير الشرعية التي تمر عبر سويسرا.

## خطوط السكك الحديدية
خطوط السكك الحديدية التي تعبر الحدود هي:
- خط سكة حديد وادي الراين بين بازل (باديشر) وويل أم راين
- خط سكة حديد وادي ويزا بين بازل (باديشر) ولوراتش
- خط سكة حديد الراين بين بازل ( باديشر) وجرينزاتش
- خط سكة حديد الراين بين إرزنجن وشافهاوزن
- خط سكة حديد الراين بين شافهاوزن وسينغين
- خط سكة حديد البحيرة بين كونستانس وكروزلينغن
- خط سكة حديد تورجي - كوبلنز - فالشوت بين كوبلنز وفالشوت
- خط سكة حديد إجليسو – نيوهاوزن بين رافز ولوتشتيتن
- خط سكة حديد إجليسو – نيوهاوزن بين جيستيتين ونويهاوزن راينفال
- تم تمديد خط ترام بازل 8 في عام 2014 عبر الحدود إلى وايل ام راين في ألمانيا.

بعض محطات السكك الحديدية هي محطات حدودية، حيث توجد الجمارك ومراقبة الجوازات في السابق لكلا البلدين في المبنى. تشمل هذه المحطات محطة بازل باديشر باهنهوف (الواقعة على الأراضي السويسرية بالقرب من الحدود، ولكنها تعمل كمحطة ألمانية) ومحطة كونستانس. من الممكن تغيير القطارات دون المرور بأي مراقبة حدودية أو جمركية.
منذ انضمام سويسرا إلى منطقة شنغن في عام 2008، لم تكن هناك ضوابط دائمة على جوازات السفر على طول هذه الحدود، حتى لو كان هناك ضوابط جمركية.

## جغرافيا

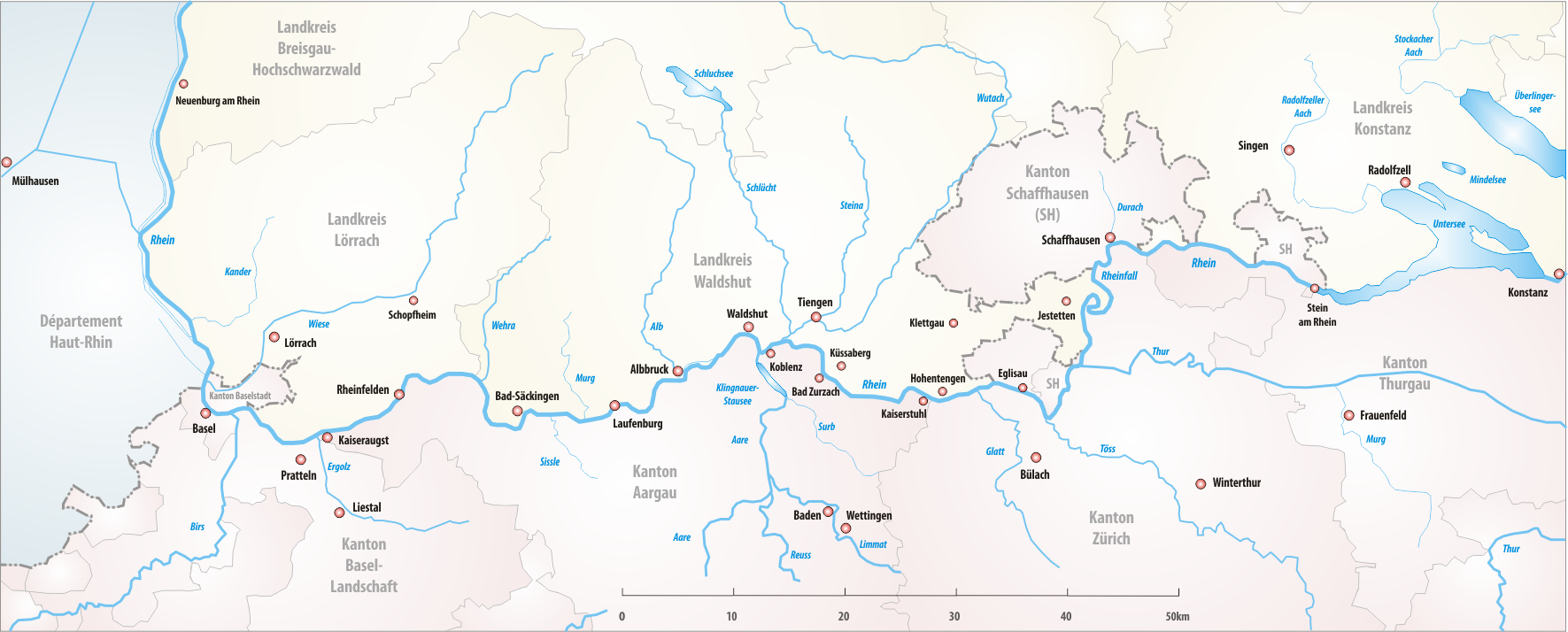
خريطة نهر الراين الأعلى

تبدأ الحدود الألمانية السويسرية عند النقطة الثلاثية الألمانية السويسرية النمساوية الواقعة داخل بحيرة كونستانس. لم يتم الاتفاق رسميًا على الموقع الدقيق للحدود داخل بحيرة كونستانس. تم وضع علامة عليها في الخريطة الوطنية الرسمية لسويسرا لعام 1938 في 47°32′39″N 9°33′49″E / 47.5442°N 9.5636°E، لكن الخرائط التي تم وضعها منذ الستينيات تجنبت إظهار الحدود داخل البحيرة لتعكس عدم وجود اتفاق رسمي.
يهبط خط الحدود جنوب كونستانس، في 47°39′22″N 9°10′54″E / 47.6560°N 9.1817°E. تفصل بحيرة كونستانس منطقة بودنزيه الألمانية عن كانتون تورغاو السويسري. الامتداد القصير للحدود (تقريبا 1.5 كيلومتر (0.93 ميل)) بين كونستانس وكروزلينغن هي المنطقة الوحيدة في ألمانيا على الضفة اليسرى لنهر الراين.
ثم تمتد الحدود على طول نهر أونترسي، مروراً جنوب ريتشيناو. عند مخرج البحيرة، تنعطف الحدود إلى الداخل، نحو الشمال، تاركة ستين أم رهين داخل سويسرا، وكذلك بلدية رامسن (كانتون شافهاوزن). ثم تعود الحدود إلى نهر الراين، بما في ذلك غلينغن في ألمانيا، لكنها تتجه شمالًا مرة أخرى لتشمل الجزء الأكبر من كانتون شافهاوزن، وهي منطقة على الضفة اليمنى بما في ذلك بلدة شافهاوزن نفسها، في سويسرا، مما يفصلها عن مناطق شوارزوالد بار كريس ووالدشوت الألمانية. بوزنغن أم هوخراين (منطقة كونستانس) هو مكتنف ألماني له حدود مع ثلاثة كانتونات سويسرية، وهي زيورخ وشافهاوزن وتورغاو.
تعود الحدود إلى نهر الراين في اتجاه مجرى النهر من شلالات الراين، ثم تفصل منطقة فالدشوت عن كانتون زيورخ، لكنها تنحرف بعد ذلك عن النهر مرة أخرى لتشمل سهل رافزرفيلد إلى منطقة بولاخ في زيورخ (منطقة على الضفة اليمنى استحوذت عليها مدينة زيورخ من كونتات سولز عام 1651). عند مصب رافزرفيلد، تلتصق الحدود بمجرى نهر الراين حتى تدخل مدينة بازل، وتشكل الحدود الشمالية لكانتون أرجاو حتى كايزراجست ثم كانتون ريف بازل (بلديتا براتيلن وموتينز) على حدود منطقة لوراتش الألمانية
إلى جانب الجزء الخاص بالضفة اليمنى من بازل (بازل الصغرى)، تشمل الحدود أيضًا بلديات الضفة اليمنى من ريهين وبيتنغن في كانتون بازل شتات. تمر الحدود بعد ذلك عبر الطريق الأوروبي E35 جنوب فايل آم راين وتعود إلى نهر الراين، حيث تنتهي عند النقطة الثلاثية الفرنسية الألمانية السويسرية، وتنقسم إلى الحدود الحدود الألمانية الفرنسية والحدود الفرنسية السويسرية. تقع النقطة الثلاثية في نهر الراين في 47°35′23″N 7°35′20″E / 47.58972°N 7.58889°E. تم بناء نصب تذكاري بالقرب منها يعرف باسم دريلانديريك.